# Giovanni Battista Ciolina
Giovanni Battista Ciolina, né le 15 mai 1870, et mort le 29 mai 1955, est un peintre italien, peignant principalement des paysages et des scènes de campagne en plein air dans un style impressionniste et divisionniste.

## Biographie
Né à Toceno dans le Val d'Ossola, il s'est formé avec Carlo Fornara et Gian Maria Rastellini sous la direction d'Enrico Cavalli, à l'Ecole d'art Rossetti Valentini de Santa Maria Maggiore, Vigezzo. À la fin des années 1880, il reçoit une aide financière lui permettant de fréquenter l'atelier de peinture de nu à l'Académie des beaux-arts de Venise pour deux ans. De 1895 à 1896, il voyage avec Fornara à Lyon. À la suite de sa participation à la Triennale de Brera de 1897, où il expose le tableau divisionniste Il filo spezzato (Le fil brisé), il ouvre un atelier à Milan. De cette époque, les œuvres La lavandaia (La lavandière), Fanciulla che guarda dalla finestra (Jeune fille regardant par la fenêtre) et Mestizia crepuscolare (Chagrin crépusculaire).
Après un graduel abandon du divisionnisme, il participe à la Biennale de Venise de 1907, où il expose le tableau postimpressionniste Preludio di primavera (Prélude au Printemps). Il prend aussi part à l'Exposition universelle de Bruxelles de 1910. De la même période, les toiles Ritorno all'alpe (Retour à l'alpage) et Toceno al tramonto (Toceno au crépuscule).
En 1915, lorsque l'Italie entre en guerre, il quitte Milan et rentre à Toceno, où il peindra des paysages, des portraits et des fresques de sujet religieux – la chapelle Mellerio (1917) dans le cimetière de Craveggia, et, en collaboration avec Fornara, le Miracle de Saint Antoine, dans le cimetière de Toceno – jusqu'à l'année de sa mort.

## Expositions
- "Giovanni Battista Ciolina – Umanità e paesaggi della Val Vigezzo"[5]: Museo del Paesaggio, Pallanza, 1986
- "Una scuola di pittura in Val Vigezzo: 1881-1919": Turin/Novare, 1990
- "Paesaggi dell'Ottocento. Verso la luce"[6]: Riva del Garda, 2010
- "Le soglie della natura": Arco di Trento, 2010
- "Alessandro Poscio, collezionista appassionato": Domodossola, 2014
- "Carlo Fornara e il ritratto vigezzino"[7]: Domodossola, 2015